# Cassida timorensis
Cassida timorensis es un insecto coleópteros de la familia Chrysomelidae. Se distribuye por Timor y Flores.